# Editorial
《Editorial》是日本流行樂隊Official鬍子男dism的第三張錄音室專輯，也是他們主流出道後的第二張錄音室專輯，於2021年8月18日由波麗佳音旗下的IRORI唱片發行，專輯的伴奏版則在2022年4月15日作數位發行。專輯的製作概念源自樂隊獲得突破性成功後的公眾形象限制，使他們希望先以自己喜愛的音樂製作專輯，並首次讓所有成員均參與創作。專輯的曲風包括J-Pop、搖滾樂、靈魂樂和放克等不同風格，歌詞大多描繪生活在不斷變化的世界和日常生活中的衝突和迷茫，以及面對未來的勇氣。
專輯一共收錄了七首單曲，包括獲得日本《告示牌》熱門百大單曲榜七週冠軍的〈I LOVE...〉、串流播放量突破4億次的〈Cry Baby〉，以及專輯先行數位單曲〈細胞凋亡〉。專輯於發行前後獲得音樂評論家的正面評價，包括讚賞它的整體性，以及認為這是他們作為樂隊的全新嘗試錯誤法的傑作。專輯發行後空降Oricon公信榜與日本《告示牌》多個週榜冠軍，實體與數位合計銷量超過28萬張。
樂隊在專輯發行前後登上多個電視節目表演宣傳，包括《THE MUSIC DAY》、《音樂之日》，以及《MUSIC STATION》。樂隊亦在2021年9月起展開為期八個月的日本全國巡迴演唱會「Official鬍子男dism Road to 『one - man tour 2021-2022』」，動員人次約30萬，為他們的首次體育館規模巡迴演唱會。

## 背景與製作
Official鬍子男dism於2019年憑著主流出道專輯《Traveler》獲得突破性成功，專輯成為令和年代首張出貨量超過50萬張的樂隊作品，他們亦在同期首次登上《NHK紅白歌合戦》的舞台，以及在武道館舉辦演唱會，獲得作為樂隊的不同成功經歷，使他們開始思考接下來應該做的事。由於樂隊的知名度隨著前作的商業成功而進一步提升，使他們認為自己在外界的公眾形象開始限制著樂隊的表現。樂隊認為只為了尋求外界認同創作音樂，而作品未能先滿意自己本身的話，對樂隊長遠發展只會非常不健康。
樂隊決定在製作下一張專輯的時候先把歌曲排行榜的成績和受歡迎的程度放在一邊，因為他們認為要創作出真正靠近聽眾的歌曲，是不能透過思考他們的愛好而創作，反而在創作時不應過於把他們放在首位。主唱藤原聰告訴樂隊成員先想想自己想做的音樂，並首次製作出樂隊所有成員均參與創作的專輯，讓樂隊本身重新掌握屬於自己的定位。樂隊避免過於公式化的製作，對此感到厭倦和沒有意義，而是從製作音樂煩惱擔憂的時光當中享受樂趣，希望唱出這些對於自己人生有價值的時刻。

## 音樂與歌詞
《Editorial》的風格包括J-Pop、搖滾樂、靈魂樂、放克等不同曲風，並同時兼具室內樂般的極簡主義，以及球場級別的格局感。專輯的名稱源自報紙上的社論欄目，樂隊認為報社和新聞編輯在報道事實的同時，也在自行決定想要談論的問題，而專輯的歌曲則大多有著近似的感覺。專輯的歌曲主題受到嚴重特殊傳染性肺炎的影響，歌詞大多描繪生活在不斷變化的世界和日常生活中的衝突和迷茫，以及面對未來的勇氣。樂隊成員亦在未能如常舉行現場演出的時候，花更多時間發掘自己的想法，在專輯反映出自己當下的感受。專輯的創作方向與前作《Traveler》完全不同，樂隊結他手小笹大輔形容就像是從娛樂的音樂轉為更加實在的事物，並以娛樂小說和純文學形容兩張專輯的性質。

### 歌曲
專輯的同名開場曲僅以人聲和數位合唱交疊製成，歌曲為專輯最後一首填詞的作品，主唱藤原以猶如繫上絲帶般的感覺填下歌詞，寫出認為走過不同崎嶇道路的時間是他們人生中非常閃耀的時光。藤原亦形容這為有著打開新大門般意義的象徵歌曲。第二首歌曲〈細胞凋亡〉源自主唱藤原於2020年踏入29歲後的不安與哀愁，以因為地球的成長而必需凋亡的細胞為主題，寫出大家的生命終有逝去的一天。歌曲帶有電子音樂的風格，並在開首的部分取樣了人類的聲音。第三首歌曲〈I LOVE...〉是一首從正面唱出宏大的「愛」的情歌，歌曲同時使用自然的真實樂器以及電子聲音，並帶有福音的感覺。第四首歌曲〈Filament〉由藤原和樂隊松浦鼓手共同創作，為樂隊少有旋律直截了當的歌曲。歌曲的聲景有著類似U2樂團的感覺。第五首歌曲〈HELLO〉是一首節奏強勁輕快的歌曲，特色為自動琶音器的合成器音色，並以活在當下的歌詞激勵聽眾。
第六首歌曲〈Cry Baby〉是一首揉合J-Pop、龐克搖滾和硬式搖滾曲風，並加入管樂合奏和黑人音樂元素的歌曲，歌曲亦受到夢劇院、史提利·丹和90年代J-Pop歌曲的影響。歌曲最大的特色為極其複雜的旋律結構，全曲總共轉調10次，有著在一般流行音樂中難以看見的快速重複轉調。第七首歌曲〈Shower〉是一首將心中盤旋而有如獨白般的歌詞，與哀愁華麗兼具的原音樂聲音結合的歌曲。歌曲的歌詞追憶著樂隊成員以往居住的房子和街道，反映主唱藤原的懷念之情。第八首歌曲〈綠色雨棚〉由樂隊貝斯手楢﨑創作，歌曲加入了手風琴和小提琴以增加溫度感。歌曲以楢﨑經常光顧的酒吧作為靈感，寫出猶如自己第二個家的故鄉感。第九首歌曲〈拋物線〉同時結合復古與現代的聲音，表達出「擺脫懷舊，走向未來」的意思，歌詞亦寫出開始生活在新環境中的人不得不面對的焦慮，以拋物線比喻「無限可能」的正面意義的同時，也指向「一切尚未開始」的起點。
第十首歌曲〈Pending Machine〉是一首帶有80年代放克風格的歌曲，並帶有猶如昆西·瓊斯製作時期的麥可·傑克森歌曲中的純淨放克感。歌曲在溫和地反抗公眾形象的同時，透過符合享樂原則的編曲和聲音製作將這些不滿融入娛樂當中。第十一首歌曲〈Bedroom Talk〉由結他手小笹創作，並迎來mabanua和有賀教平共同編曲，營造出新靈魂樂和原音演奏的嘻哈音樂的時間感。歌曲雖為一首簡單情歌，但背後的合奏有著極高的清晰度。第十二首歌曲〈Laughter〉是一首結合藤原真實經歷的歌曲，以他為了追逐音樂夢想，選擇到離開家鄉前往東京的感受作為靈感，並獲樂評家以Mr.Children的〈無盡的旅程〉作比較。第十三首歌曲〈Universe〉是一首帶有福音音樂風格的J-Pop歌曲，歌曲在保持成熟度和流行度之間取得平衡，歌詞充滿讓小孩感同身受的言語，但同時以宇宙般的深奧主題創作。專輯的結尾曲〈Lost In My Room〉是一首講述創作者恐懼的歌曲，表達出藤原對於自己的意念能否被歌迷接受而害怕。藤原在歌曲中大量運用假音假唱。

## 收錄單曲
專輯的第一首單曲〈I LOVE...〉於2020年2月12日發行，並於同年1月15日先行上架數碼平台。歌曲發行後獲得極大商業成功，總共獲得日本《告示牌》熱門百大單曲榜七週冠軍，並獲得超過100萬次下載量和5億次串流播放量。第二首單曲〈拋物線〉於2020年4月10日作數位發行，歌曲發行後最高登上日本《告示牌》熱門百大單曲榜第6位，並獲得超過10萬次下載量，以及1億次串流播放量。
第三首單曲〈Laughter〉於2020年7月10日作數位發行，歌曲發行後最高登上日本《告示牌》熱門百大單曲榜第10位，並獲得超過10萬次下載量，以及1億次串流播放量。第四首單曲〈HELLO〉於2020年7月24日作數位發行，歌曲發行後最高登上日本《告示牌》熱門百大單曲榜第4位，並獲得超過10萬次下載量，以及5,000萬次串流播放量。第五首單曲〈Universe〉於2021年2月24日發行，並於同年1月9日先行上架數碼平台。歌曲發行後最高登上日本《告示牌》熱門百大單曲榜第4位，並獲得5,000萬次串流播放量。
第六首單曲〈Cry Baby〉於2021年5月7日作數位發行。歌曲發行後獲得商業成功，最高登上日本《告示牌》熱門百大單曲榜第4位，並分別獲得超過27萬次下載量，以及4億次串流播放量。〈細胞凋亡〉於2021年8月11日作為專輯的先行數位單曲發行，最高登上日本《告示牌》熱門百大單曲榜第8位，並獲得5,000萬次串流播放量。

## 宣傳活動
Official鬍子男dism在《Editorial》發行前後登上多個電視台音樂節目表演以宣傳作品。2021年7月3日，樂隊登上日本電視台的《THE MUSIC DAY》演唱〈Cry Baby〉。7月14日，樂隊登上富士電視台的《2021 FNS歌謡祭 夏》演唱〈Cry Baby〉和〈Universe〉。三天後，樂隊登上TBS電視台的《音樂之日》再次演唱〈Cry Baby〉。8月20日，樂隊於同日分別登上朝日電視台的《MUSIC STATION SUMMER FES》和日本電視台的《BUZZ RHYTHM 02》，均為演唱專輯主打歌曲〈細胞凋亡〉。8月30日，樂隊登上TBS電視台的《CDTV LIVE LIVE》三小時特輯再次演唱〈細胞凋亡〉和〈Cry Baby〉。9月9日，樂隊登上NHK電視台的《SONGS》，並演唱了〈細胞凋亡〉、〈Cry Baby〉，以及〈Stand By You〉三曲。
使用專輯主打歌曲〈細胞凋亡〉空間音訊作為廣告歌曲的Apple Music「將充滿聲音的空間一直掌握手中」廣告企劃於2021年8月11日正式公開，而樂隊的特別訪問亦在8月18日於Apple Music獨佔公開。樂隊亦在8月18日於Apple Music公開了《Editorial》、《Escaparade》、《ONLINE LIVE 2020 -Arena Travelers》三張專輯的空間音訊版，並同時公開主打歌曲〈細胞凋亡〉的音樂錄影帶。8月28日，樂隊在YouTube上舉行慶祝專輯發行的免費紀念演唱會「Official鬍子男dism『Editorial』發售紀念 ONLINE FREE LIVE」，演唱了〈I LOVE...〉、〈Universe〉、〈Cry Baby〉，以及〈細胞凋亡〉總共四曲。

### 巡迴演唱會
2021年6月25日，樂隊在公開《Editorial》專輯發行情報同時宣佈在同年9月展開以專輯為主題的日本全國巡迴演唱會「Official鬍子男dism Road to 『one - man tour 2021-2022』」。演唱會在八個月間總共巡迴演出48場，動員人次約30萬，為Official鬍子男dism的首次體育館規模巡迴演唱會。演唱會獲得評論家的正面評價，包括讚賞它為讓Official鬍子男dism通往頂級樂隊的中途，以及讚賞它為能夠感覺樂隊直率信念的演唱會。演唱會其後在2022年10月5日製成現場專輯和影像作品發行，現場專輯發行後空降Oricon公信榜專輯榜第13位，而DVD和藍光影碟均空降榜單冠軍，並同時空降音樂DVD與藍光影碟合算榜單冠軍。

## 專業評價
| 評論得分       | 評論得分 |
| 來源           | 評分     |
| -------------- | -------- |
| 《Real Sound》 | 正面     |
| 《Rockin' On》 | 正面     |
| 《Bounce》     | 正面     |
| 《雅虎日本》   | 正面     |
| 《搖滾生活》   | 正面     |

《Editorial》在發行前後獲得音樂評論家整體正面的評價。《Real Sound》的石角友香讚賞《Editorial》是一張充滿Official鬍子男dism作為樂隊的全新嘗試錯誤法的傑作，讓聽眾能夠快速消化而不是消費歌曲。她亦讚賞樂隊作為現時的頂級歌手，在專輯的開頭便展示出「突破J-Pop的王道天井並不是絕對的正確答案」的態度，認為這可以說是作為一個當代藝術家應該慶賀的深化。
《Rockin' On》的小川智宏讚賞專輯將隨著歲月流逝的感悟，以及不變之愛的喜悅層疊交織。。他亦讚賞專輯在極其現代的旋味與聲音設計中，突然產生出猶如哼唱般的親切感，並認為這是一張挑戰著在「保持著鬍子男感覺」的同時能夠走得多遠的專輯。《Bounce》的鬼頭隆生讚賞這是一張年度代表專輯，並認為樂隊憑著作品輕易刷新個人的最佳水平。他亦讚賞專輯以異常高水準同時兼具著國內的大眾性以及對音樂的探究心，在保持著他們的感覺同時繼續加速進化。
《雅虎日本》的內田正樹讚賞專輯所展示出的「樂隊成員間的糾結與急速成長」、「優秀的編曲和錄製魔法」，以及「與嚴重特殊傳染性肺炎影響的歲月依存著的歌詞」，指專輯比起過往作品主題更嚴肅、聲音更先鋒，但流行度和共鳴度卻有所提升，認為這是一張能夠緊靠聽眾的作品。他亦讚賞專輯絕妙地平衡著樂隊作為整體，以及個人的人性和音樂性，實現了在現實極為罕見的理想情況。
《搖滾生活》的編輯讚賞《Editorial》雖然網羅了樂隊兩年間的熱門歌曲，但絲毫沒有因為先發單曲眾多而削弱作為專輯的整體性，反而是透過將不同歌曲分散穿插重新建構為專輯，使現有的歌曲聽起來感覺完全不同，在專輯的整體中綻放著恰好的光彩。他亦將專輯和BUMP OF CHICKEN的《aurora arc》作比較，認為兩作皆為近年能夠成功達到這種效果的專輯。

## 榮譽
| 年份   | 機構                  | 獎項           | 結果 | 來源   |
| ------ | --------------------- | -------------- | ---- | ------ |
| 2021年 | MTV日本音樂錄影帶大獎 | 年度最佳專輯獎 | 獲獎 | [ 62 ] |
| 2022年 | Space Shower 音樂獎   | 年度專輯獎     | 獲獎 | [ 63 ] |
| 2022年 | CD店大獎              | 紅色大獎       | 獲獎 | [ 64 ] |

## 商業成績
《Editorial》發行首週以超過10.8萬張實體銷量空降Oricon公信榜冠軍，成為繼前一張原創專輯《Traveler》後，Official鬍子男dism職業生涯的第二張冠軍專輯。專輯其後亦登上2021年8月份榜單亞軍，以及年度榜單第21位。在日本《告示牌》，專輯發行首週空降專輯銷售榜冠軍位置，其後亦登上年度榜單第19位。截至2023年2月，《Editorial》已經售出超過24.7萬張實體唱片，並獲日本唱片協會認證為白金唱片。
專輯亦在發行首週以超過1.1萬次下載量空降Oricon專輯下載榜冠軍，並總共連續三週登上榜首，其後則登上年度榜單的季軍。專輯亦同樣獲得日本《告示牌》專輯下載榜連續三週冠軍，並登上年度榜單的季軍。截至2023年2月，專輯的累計下載量已經超過3.6萬張。在Oricon專輯綜合榜，專輯發行後空降冠軍位置，其後則打進年度榜單第8位。在日本《告示牌》，專輯發行後同樣空降熱門專輯榜榜首，其後則打進年榜第10位。專輯的伴奏版於2022年發行首週分別空降Oricon專輯下載榜與日本《告示牌》專輯下載榜第44位。

## 歌曲列表
| 《Editorial》 | 《Editorial》       | 《Editorial》   | 《Editorial》                                                  | 《Editorial》 |
| 曲序          | 曲目                | 词曲            | 编曲                                                           | 时长          |
| ------------- | ------------------- | --------------- | -------------------------------------------------------------- | ------------- |
| 1.            | Editorial           |                 |                                                                | 2:14          |
| 2.            | 細胞凋亡（）        |                 |                                                                | 6:29          |
| 3.            | I LOVE...           |                 |                                                                | 4:42          |
| 4.            | Filament（）        | 松浦匡希 藤原聰 | Official鬍子男dism 横田譽哉 （節奏編排）                       | 4:04          |
| 5.            | HELLO               |                 |                                                                | 4:42          |
| 6.            | Cry Baby            |                 |                                                                | 4:01          |
| 7.            | Shower              |                 |                                                                | 5:40          |
| 8.            | 綠色雨棚（）        | 楢崎誠          | Official鬍子男dism 門脇大輔弦樂團 （弦樂編排）                 | 3:58          |
| 9.            | 拋物線（）          |                 |                                                                | 5:05          |
| 10.           | Pending Machine（） |                 |                                                                | 3:55          |
| 11.           | Bedroom Talk        | 小笹大輔        | Official鬍子男dism mabanua （ 日语 ： mabanua） 有賀教平 （結他編排） | 3:21          |
| 12.           | Laughter            |                 | Official鬍子男dism 門脇大輔弦樂團 （弦樂編排）                 | 5:52          |
| 13.           | Universe            |                 | Official鬍子男dism 湯本淳希 （號樂編排）                       | 4:45          |
| 14.           | Lost In My Room     |                 |                                                                | 4:30          |
| 总时长：      | 总时长：            | 总时长：        | 总时长：                                                       | 1:03:25       |

| 《Editorial》－藍光影碟／DVD「Official鬍子男dism FC Tour Vol.2 - The Blooming Universe ONLINE -」 | 《Editorial》－藍光影碟／DVD「Official鬍子男dism FC Tour Vol.2 - The Blooming Universe ONLINE -」 |
| 曲序                                                                                              | 曲目                                                                                              |
| ------------------------------------------------------------------------------------------------- | ------------------------------------------------------------------------------------------------- |
| 1.                                                                                                | Second LINE                                                                                       |
| 2.                                                                                                | 異端明星（）                                                                                      |
| 3.                                                                                                | ESCAPADE                                                                                          |
| 4.                                                                                                | What's Going On?                                                                                  |
| 5.                                                                                                | 咖啡與糖漿（）                                                                                    |
| 6.                                                                                                | Laughter                                                                                          |
| 7.                                                                                                | 如果一切能回到原點（）                                                                            |
| 8.                                                                                                | Darling。（）                                                                                     |
| 9.                                                                                                | 犬派還是貓派就讓我們吵到死為止吧（）                                                              |
| 10.                                                                                               | Brothers（）                                                                                      |
| 11.                                                                                               | 無可置疑（）                                                                                      |
| 12.                                                                                               | 發明家（）                                                                                        |
| 13.                                                                                               | Universe                                                                                          |
| 14.                                                                                               | I LOVE...                                                                                         |
| 15.                                                                                               | Stand By You                                                                                      |

| 《Editorial》－藍光影碟／DVD「特別內容」 | 《Editorial》－藍光影碟／DVD「特別內容」 |
| 曲序                                     | 曲目                                     |
| ---------------------------------------- | ---------------------------------------- |
| 16.                                      | Editorial -鋼琴版@文化村錄音室-          |
| 17.                                      | 細胞凋亡 -鋼琴版@文化村錄音室-           |
| 总时长：                                 | 1:30:45                                  |

備註
- 《Editorial》伴奏版專輯收錄歌曲數目及曲序與原版專輯完全一致[83]

## 製作名單
資料來自《Editorial》內頁。
錄音室
- 錄製於波麗佳音代代木錄音室、文化村錄音室、ABS工作室、棲夜蛾屬錄音室、維特錄音室
- 混音於ABS工作室、棲夜蛾屬錄音室

參與人員

| - 藤原聰 – 編程（曲目1－3、5－7、9、10、12－14） - Official鬍子男dism – 編曲（全曲目） - 小森雅仁 – 錄製工程（曲目1－7、9、10、12－14）、混音工程（曲目1－7、9、10、12－14） - 和田元氣 – 鼓技師（曲目2、4、7、8、10） - 峰守一隆 – 結他技師（曲目2、4、7、8、10、11、14） - 齋藤和弘 – 樂器技師（曲目2、5－7、9－11、13、14） - 飯場大志 – 聲樂錄製工程（曲目3、5、9、12、13） - 湯木淳希 – 小號（曲目3、10）、號樂編排、號樂錄製（曲目13） - 尾田昂太 – 樂器技師（曲目3、4、6、9、12、13） - 近藤拓也 – 樂器技師（曲目3、13） - 松浦匡希 – 編程（曲目4） - 橫田誓哉 – 節奏編排、附加鼓樂（曲目4） - 古賀健一 – 錄製工程、混音工程（曲目8） - 門脇大輔弦樂團 – 弦樂編排、弦樂錄製（曲目8、12） | - 佐藤芳明 – 手風琴（曲目8） - 茂住亮介 – 樂師協調（曲目8） - 杵洲翔太 – 樂器技師（曲目9、12、13） - 川島稔弘 – 長號（曲目10） - 安迪·沃爾夫 – 色士風（曲目10） - 有賀教平 – 結他編排（曲目11） - 蘭迪·麥瑞爾 – 母帶工程（全曲目） - 森本千繪 – 藝術指導 - 湯瑪斯·弗萊希特納 – 合作 - 高橋亮 – 設計 - 工藤飛海 – 設計 - 川田直美 – 製作 - 杉本陽亮 – 製作 |

## 商業搭配
| 曲序 | 歌曲名稱      | 搭配項目                                                                 | 來源   |
| ---- | ------------- | ------------------------------------------------------------------------ | ------ |
| M-2  | 〈細胞凋亡〉  | Apple Music廣告歌曲                                                      | [ 85 ] |
| M-3  | 〈I LOVE...〉 | TBS電視台週二連續劇《戀愛可以持續到天長地久》主題曲                      | [ 86 ] |
| M-3  | 〈I LOVE...〉 | Apple Music廣告歌曲                                                      | [ 87 ] |
| M-4  | 〈Filament〉  | 富士電視台《富士通Japan運動特輯 第33屆出雲全日本大學選拔驛傳競走》主題曲 | [ 88 ] |
| M-5  | 〈HELLO〉     | 富士電視台節目《鬧鐘電視》主題曲                                         | [ 30 ] |
| M-6  | 〈Cry Baby〉  | 電視動畫《東京卍復仇者》主題曲                                           | [ 89 ] |
| M-6  | 〈Cry Baby〉  | Dydo Drinco「Dydo Blend」廣告歌曲                                        | [ 90 ] |
| M-9  | 〈拋物線〉    | 朝日飲料「可爾必思水」廣告歌曲                                           | [ 91 ] |
| M-9  | 〈拋物線〉    | 放課後可爾必思呈獻網絡劇《所有的戀愛似乎都始於單戀》主題曲               | [ 92 ] |
| M-12 | 〈Laughter〉  | 電影《信用詐欺師JP：公主篇》主題曲                                       | [ 93 ] |
| M-13 | 〈Universe〉  | 電影《多啦A夢：大雄之宇宙小戰爭 2021》主題曲                             | [ 94 ] |

## 銷售榜單
| 週榜單（2021年）             | 最高 位置 |
| ---------------------------- | --------- |
| 日本（《告示牌》熱門專輯榜） | 1         |
| 日本（《告示牌》專輯銷售榜） | 1         |
| 日本（《告示牌》專輯下載榜） | 1         |
| 日本（Oricon專輯榜）         | 1         |
| 日本（Oricon專輯下載榜）     | 1         |
| 日本（Oricon專輯綜合榜）     | 1         |

| 週榜單（2022年）                    | 最高 位置 |
| ----------------------------------- | --------- |
| 日本（《告示牌》專輯下載榜） 伴奏版 | 44        |
| 日本（Oricon專輯下載榜） 伴奏版     | 44        |

| 月榜單（2021年）     | 最高 位置 |
| -------------------- | --------- |
| 日本（Oricon專輯榜） | 2         |

| 年榜單（2021年）             | 位置 |
| ---------------------------- | ---- |
| 日本（《告示牌》熱門專輯榜） | 10   |
| 日本（《告示牌》專輯銷售榜） | 19   |
| 日本（《告示牌》專輯下載榜） | 3    |
| 日本（Oricon專輯榜）         | 15   |
| 日本（Oricon專輯下載榜）     | 3    |
| 日本（Oricon專輯綜合榜）     | 8    |

| 年榜單（2022年）             | 位置 |
| ---------------------------- | ---- |
| 日本（《告示牌》熱門專輯榜） | 48   |
| 日本（《告示牌》專輯下載榜） | 20   |
| 日本（Oricon專輯下載榜）     | 21   |
| 日本（Oricon專輯綜合榜）     | 46   |

## 認證與銷量
| 地區                                  | 认证 | 认证单位/销量        |
| ------------------------------------- | ---- | -------------------- |
| 日本（日本唱片協會）                  | 白金 | 247,879（實體）^     |
| 日本                                  | —    | 36,875（數位）       |
| 總計                                  |      |                      |
| 日本                                  | —    | 284,754（實體+數位） |
| *僅含認證的實際銷量 ^僅含認證的出貨量 |      |                      |

## 發行歷史
| 地區 | 日期          | 形式                    | 版本   | 廠牌                         | 來源   |
| ---- | ------------- | ----------------------- | ------ | ---------------------------- | ------ |
| 日本 | 2021年8月18日 | CD CD+ DVD CD+ 藍光影碟 | 原版   | IRORI  波麗佳音 | [ 98 ] |
| 多國 | 2021年8月18日 | 線上下載 串流媒體       | 原版   | IRORI  波麗佳音 | [ 15 ] |
| 多國 | 2022年4月15日 | 線上下載 串流媒體       | 伴奏版 | IRORI  波麗佳音 | [ 83 ] |

## 資料來源
1. 1 2 3 4 5 6 7  , .  . Rockin' On Japan. 2021-07-30, 536: 22–59 （日语）.
2. ↑  . Tower Records. 2020-09-04  [2022-08-21]. （原始内容存档于2020-10-05） （日语）.
3. 1 2 3 4 5  , . . .   [2022-08-21]. （原始内容存档于2022-03-16） （日语）.
4. 1 2 3 4 5  , . . Yahoo Japan. 2021-08-27  [2022-08-11]. （原始内容存档于2021-10-20） （日语）.
5. 1 2 3 4 5 6 7  , ; , . . Rockin' On. 2021-08-18  [2022-08-11]. （原始内容存档于2021-10-09） （日语）.
6. ↑  . J-Wave News. 2021-09-01  [2022-08-21]. （原始内容存档于2022-09-12） （日语）.
7. 1 2  , . . Encore. 2021-08-18  [2022-08-21]. （原始内容存档于2022-12-03） （日语）.
8. ↑  , . . Rockin' On. 2020-02-11  [2022-08-21]. （原始内容存档于2020-03-07） （日语）.
9. ↑  . ロッキン・ライフ. 2020-01-19  [2022-08-11]. （原始内容存档于2022-11-26） （日语）.
10. 1 2 3 4  , . . Mikiki. 2021-08-17  [2022-08-21]. （原始内容存档于2022-10-12） （日语）.
11. 1 2 3 4 5 6 7  , . . Real Sound: 1-2. 2021-08-18  [2022-08-11]. （原始内容存档于2022-04-22） （日语）.
12. 1 2 3  , . . Real Sound. 2020-07-24  [2022-08-21]. （原始内容存档于2022-06-24） （日语）.
13. ↑  , . . Rockin' On. 2021-05-31  [2022-08-21]. （原始内容存档于2021-06-18） （日语）.
14. 1 2  s.h.i. . Mikiki. 2021-05-27  [2022-08-21]. （原始内容存档于2022-10-11） （日语）.
15. 1 2  《Editorial》的多國發行日期:
  - . Apple Music (Australia). 澳洲. 2021-08-18  [2022-06-28] （英语）.
  - . Apple Music (New Zeland). 紐西蘭. 2021-08-18  [2022-06-28]. （原始内容存档于2023-02-05） （英语）.
  - . Apple Music (United States). 美國. 2021-08-18  [2022-06-28]. （原始内容存档于2023-02-05） （英语）.
  - . Apple Music (Taiwan). 台灣. 2021-08-18  [2022-06-28]. （原始内容存档于2023-02-19） （中文（臺灣））.
  - . Apple Music (Hong Kong). 香港. 2021-08-18  [2022-06-28]. （原始内容存档于2023-02-19） （中文（香港））.
16. ↑  , . . Fanplus Music. 2020-04-23  [2022-08-21]. （原始内容存档于2022-11-24） （日语）.
17. ↑  imdkm. . Rolling Stone: 2. 2021-02-25  [2022-08-21]. （原始内容存档于2022-08-16） （日语）.
18. ↑  , . . Rockin' On. 2021-03-04  [2022-08-21]. （原始内容存档于2021-05-09） （日语）.
19. ↑  . Tower Records. 2020-01-21  [2022-08-21]. （原始内容存档于2023-02-19） （日语）.
20. ↑  . Billboard JAPAN. 2020-05-13  [2022-08-21]. （原始内容存档于2021-12-18） （日语）.
21. ↑  . PR Times. 2020-07-20  [2022-08-21]. （原始内容存档于2021-02-28） （日语）.
22. ↑  . Billboard JAPAN. 2022-09-21  [2022-10-21]. （原始内容存档于2022-11-28） （日语）.
23. ↑  . . 2022-09-21  [2022-10-21]. （原始内容存档于2023-01-25） （日语）.
24. ↑  . Billboard JAPAN. 2022-04-22  [2022-10-21]. （原始内容存档于2022-07-21） （日语）.
25. 1 2 3   730. : 13-14. 2020-11-20  [2023-02-05]. （原始内容存档于2021-10-29） （日语）.
26. ↑   742. : 9. 2020-11-25  [2023-02-05]. （原始内容存档于2022-12-06） （日语）.
27. ↑  . Billboard JAPAN. 2020-07-10  [2022-10-21]. （原始内容存档于2023-02-16） （日语）.
28. ↑  . Billboard JAPAN. 2020-07-22  [2022-10-21]. （原始内容存档于2022-07-15） （日语）.
29. ↑   736. : 14. 2021-11-30  [2023-02-05]. （原始内容存档于2023-02-19） （日语）.
30. 1 2  . Barks. 2020-07-24  [2022-08-11]. （原始内容存档于2021-06-29） （日语）.
31. ↑  . Billboard JAPAN. 2020-08-12  [2022-10-21]. （原始内容存档于2022-10-06） （日语）.
32. ↑   733. : 18. 2021-05-14  [2023-02-05]. （原始内容存档于2022-02-06） （日语）.
33. ↑  . Spice. 2021-01-09  [2022-08-21]. （原始内容存档于2022-08-13） （日语）.
34. ↑  . Billboard JAPAN. 2021-03-03  [2022-10-21]. （原始内容存档于2021-04-23） （日语）.
35. ↑   737. : 18. 2022-01-28  [2023-02-05]. （原始内容存档于2022-12-06） （日语）.
36. ↑  . . 2021-04-18  [2022-10-21]. （原始内容存档于2022-07-05） （日语）.
37. ↑  . Billboard JAPAN. 2021-09-15  [2022-10-21]. （原始内容存档于2022-07-01） （日语）.
38. ↑  . Oricon: 4. 2022-02-01  [2022-03-20]. （原始内容存档于2022-04-15） （日语）.
39. ↑  . Billboard JAPAN. 2022-12-28  [2023-01-21]. （原始内容存档于2022-12-28） （日语）.
40. ↑  . Mikiki. 2021-08-11  [2023-01-21]. （原始内容存档于2022-10-13） （日语）.
41. ↑  . Billboard JAPAN. 2021-09-01  [2022-10-21]. （原始内容存档于2022-06-09） （日语）.
42. ↑   738. : 14. 2022-03-25  [2023-02-05]. （原始内容存档于2023-02-01） （日语）.
43. ↑  . TVでた蔵. 2021-07-03  [2022-08-11]. （原始内容存档于2023-02-05） （日语）.
44. ↑  Min-El. . 日刊電電. 2021-07-14  [2022-08-11]. （原始内容存档于2021-09-18） （中文（臺灣））.
45. ↑  . . 2021-07-16  [2022-08-11]. （原始内容存档于2023-01-01） （日语）.
46. ↑  . . 2021-08-13  [2021-08-16]. （原始内容存档于2023-01-01） （日语）.
47. ↑  . . 2021-08-20  [2021-08-21]. （原始内容存档于2022-03-09） （日语）.
48. ↑  . . 2021-08-16  [2021-08-21]. （原始内容存档于2021-12-31） （日语）.
49. ↑  . NHKブログ. 2021-08-30  [2022-08-21]. （原始内容存档于2022-09-24） （日语）.
50. ↑  . Corriente Top. 2021-08-17  [2022-08-21]. （原始内容存档于2022-12-08） （日语）.
51. ↑  . iPhone Mania. 2021-08-18  [2022-08-21]. （原始内容存档于2022-05-28） （日语）.
52. ↑  . . 2021-08-18  [2022-08-11]. （原始内容存档于2021-08-18） （日语）.
53. ↑  . Pony Canyon News. 2021-08-30  [2022-08-21]. （原始内容存档于2022-07-07） （日语）.
54. ↑  . Real Sound. 2021-06-25  [2022-08-21]. （原始内容存档于2022-01-25） （日语）.
55. ↑  . Real Sound. 2022-08-29  [2022-11-21]. （原始内容存档于2022-09-13） （日语）.
56. ↑  , . . Spice. 2022-05-01  [2022-11-21]. （原始内容存档于2022-05-17） （日语）.
57. ↑  , . . エンタメOVO. 2022-05-01  [2022-11-21]. （原始内容存档于2022-07-06） （日语）.
58. ↑  . Oricon.   [2022-11-21]. （原始内容存档于2022-10-06） （日语）.
59. ↑  . Oricon. 2022-10-13  [2022-11-21]. （原始内容存档于2022-10-15） （日语）.
60. 1 2 3  , . . Bounce. 2021-08-30  [2022-08-11]. （原始内容存档于2022-10-12） （日语）.
61. 1 2 3  . ロッキン・ライフ. 2021-09-11  [2022-08-11]. （原始内容存档于2022-12-05） （日语）.
62. ↑  . . 2021-10-29  [2022-08-11]. （原始内容存档于2021-10-29） （日语）.
63. ↑  . Barks. 2022-03-16  [2022-08-11]. （原始内容存档于2022-11-12） （日语）.
64. ↑  . .   [2022-08-11]. （原始内容存档于2023-01-06） （日语）.
65. 1 2  . Oricon. 2021-08-24  [2022-03-20]. （原始内容存档于2021-08-26） （日语）.
66. 1 2  . Oricon.   [2022-03-23]. （原始内容存档于2021-09-08） （日语）.
67. 1 2  . Oricon: 3. 2022-02-01  [2022-03-20]. （原始内容存档于2021-12-22） （日语）.
68. 1 2  . Billboard JAPAN. 2021-08-25  [2022-03-11]. （原始内容存档于2021-12-19） （日语）.
69. 1 2  . Billboard JAPAN. 2021-12-10  [2022-03-11]. （原始内容存档于2021-12-10） （日语）.
70. 1 2 3 4 5 6  . Oricon.   [2023-02-25]. （原始内容存档于2023-02-25）.
71. 1 2  . Recording Industry Association of Japan.   [2022-03-10] （日语）. 在下拉菜单选择“2021年9月”
72. 1 2  . Oricon. 2021-08-25  [2022-01-30]. （原始内容存档于2021-08-25） （日语）.
73. ↑  . Oricon. 2021-09-08  [2022-01-30]. （原始内容存档于2021-09-08） （日语）.
74. 1 2  . Oricon: 5. 2022-02-01  [2022-03-20]. （原始内容存档于2021-12-22） （日语）.
75. ↑  . Billboard JAPAN. 2021-09-10  [2022-03-11]. （原始内容存档于2021-12-18） （日语）.
76. 1 2  . Billboard JAPAN. 2021-12-10  [2022-03-11]. （原始内容存档于2022-09-26） （日语）.
77. 1 2  . Oricon. 2021-08-25  [2022-01-30]. （原始内容存档于2021-08-25） （日语）.
78. 1 2  . Oricon: 4. 2022-02-01  [2022-03-30]. （原始内容存档于2022-10-22） （日语）.
79. 1 2  . Billboard JAPAN. 2021-08-25  [2022-03-11]. （原始内容存档于2021-08-25） （日语）.
80. 1 2  . Billboard JAPAN. 2021-12-10  [2022-03-11]. （原始内容存档于2021-12-10） （日语）.
81. 1 2  . Billboard JAPAN. 2022-04-20  [2022-03-11]. （原始内容存档于2023-02-19） （日语）.
82. 1 2  . Oricon: 5. 2022-04-20  [2022-05-30]. （原始内容存档于2023-02-19） （日语）.
83. 1 2  《Editorial》伴奏版的多國發行日期:
  - . Apple Music (Australia). 澳洲. 2022-04-15  [2022-06-28]. （原始内容存档于2023-02-19） （英语）.
  - . Apple Music (New Zeland). 紐西蘭. 2022-04-15  [2022-06-28]. （原始内容存档于2023-02-19） （英语）.
  - . Apple Music (United States). 美國. 2022-04-15  [2022-06-28]. （原始内容存档于2022-04-18） （英语）.
  - . Apple Music (Taiwan). 台灣. 2022-04-15  [2022-06-28]. （原始内容存档于2023-02-19） （中文（臺灣））.
  - . Apple Music (Hong Kong). 香港. 2022-04-15  [2022-06-28]. （原始内容存档于2023-02-19） （中文（香港））.
84. ↑   (音像媒体说明). Official鬍子男dism. IRORI唱片／波麗佳音. 2021.
85. ↑  . Musicman. 2021-08-11  [2022-08-11]. （原始内容存档于2021-08-14） （日语）.
86. ↑  . . 2019-12-16  [2022-08-11]. （原始内容存档于2022-05-26） （日语）.
87. ↑  . iPhone Media. 2020-03-06  [2022-08-11]. （原始内容存档于2022-09-27） （日语）.
88. ↑  . フジテレビュー. 2021-10-03  [2022-08-11]. （原始内容存档于2021-10-03） （日语）.
89. ↑  . Anime Recorder. 2021-03-12  [2022-08-11]. （原始内容存档于2022-06-27） （日语）.
90. ↑  . PR Times. 2022-09-01  [2022-11-11]. （原始内容存档于2022-10-09） （日语）.
91. ↑  . . 2020-04-02  [2022-08-11]. （原始内容存档于2022-10-01） （日语）.
92. ↑  . . 2021-05-25  [2022-08-11]. （原始内容存档于2022-01-07） （日语）.
93. ↑  . . 2020-01-20  [2022-08-11]. （原始内容存档于2023-01-01） （日语）.
94. ↑  . . 2020-11-16  [2022-08-11]. （原始内容存档于2022-12-07） （日语）.
95. ↑  . Billboard JAPAN. 2021-08-25  [2022-03-11]. （原始内容存档于2022-10-08） （日语）.
96. ↑  . Billboard JAPAN. 2022-12-08  [2022-03-11]. （原始内容存档于2022-12-08） （日语）.
97. ↑  . Billboard JAPAN. 2022-12-08  [2022-03-11]. （原始内容存档于2022-12-08） （日语）.
98. ↑  . Official髭男dismオフィシャルホームページ.   [2022-06-28]. （原始内容存档于2022-11-30） （日语）.

## 外部連結
- 《Editorial》特設網站 （页面存档备份，存于）（日語）
- Official鬍子男dism one-man tour 2021-2022 -Editorial- 特設網站 （页面存档备份，存于）（日語）